# Ciklikus konjugált
Legyen K véges test, és R ≤ K ennek egy részteste (tehát K|R, azaz K az R egy bővítése). Tehát az {\displaystyle a\in K} elem ciklikus konjugáltjai {\displaystyle a^{|R|^{0}}=a,a^{|R|^{1}},\dots ,a^{|R|^{dg(K|R)-1}}} . Természetesen mivel d-1 általában nagyobb (egészen pontosan, ha c a ciklikus rend, c|d teljesül, ld. itt), mint a ciklikus rend, ezért a ciklikus konjugáltak nem mind különböző elemek.
Ha a ciklikus asszociáltak olyan véges sorozatát vesszük, mely – kivételesen a 0-t is a szóba jövő indexek közé számítva – az első {\displaystyle d:=log_{|R|}(|K|)=dg(K|R)} db. {\displaystyle j\in \left\{0,2,\dots ,d-1\right\};} indexű asszociáltat tartalmazza, akkor az R résztestre vonatkozó ciklikus konjugáltakról (röviden konjugáltakról) beszélünk.

## Konjugált és karakterisztikus polinom
Az a∈K elem R≤K résztestére vonatkozó (ciklikus) konjugált polinomjának nevezzük az {\displaystyle x-a^{|R|^{j}}\ ,\ j\in \left\{0,1,\dots ,dg(K|R)-1\right\}} alakú elsőfokú polinomokat (tehát azokat az elsőfokú, 1 főegyütthatójú vagyis főpolinomokat, melyek konstans tagja az elem egy R-re vonatkozó konjugáltja).
Az elem R résztestre vonatkozó karakterisztikus polinomjának a konjugált polinomok szorzatát nevezzük (pontosabban ezek sorozatának szorzatát, hiszen mivel a konjugált elemek nem különbözőek, ezért a konjugált polinomok sem, valójában mindegyik dg(K|R)/cR(a)-szor szerepel a szorzatban):
Tehát (alternatív definíció) ez az a K[x]-beli polinom, melynek K-beli gyökei pontosan az a elem ciklikus konjugáltjai.
A karakterisztikus polinom az elem minimálpolinomjának hatványa, ha e polinom {\displaystyle m_{R}^{a}[x]=m}, akkor {\displaystyle k_{R}^{a}[x]=m^{\frac {dg(K|R)}{dg(m)}}=m^{\frac {dg(K|R)}{c_{R}(a)}}} (figyelembe véve, hogy m[x] irreducibilis R-ben, ezért foka K-beli gyökének, a-nak ciklikus rendje) .
Belátható (például az előbbi megállapításra alapozva), hogy e polinom minden együtthatója R-beli, vagyis ez egy R test feletti (R[x]-beli) polinom. Speciális esetként az a elem konjugáltjai összege és szorzata is együtthatója e polinomnak, tehát egy elem R-re vonatkozó konjugáltjainak összege és szorzata R-beli.

## Elem nyoma
Az {\displaystyle a\in K} elem R≤K résztestére vonatkozó nyoma ciklikus konjugáltjainak összege:
.
(A Tr rövidítés az angol trace = nyom szóból keletkezett. Használatos még az SR(a) jelölés is, ez a német Spur = nyom szó kezdőbetűje).
Ha R a K test prímteste, akkor abszolút nyomról, röviden csak nyomról beszélünk.
A nyom fontosabb tulajdonságai, ha a,b∈K és α∈R:
1. {\displaystyle T\!r_{R}(a+b)=T\!r_{R}(a)+T\!r_{R}(b)} ;
2. {\displaystyle T\!r_{R}(\alpha a)=\alpha \cdot T\!r_{R}(a)} ;
3. {\displaystyle T\!r_{R}(\alpha )=dg(K|R)\cdot \alpha } ;
4. {\displaystyle T\!r_{R}(a^{|R|})=T\!r_{R}(a)} ;
5. A TrR(x) : K→R függvény a K test R-re való lineáris leképezése.
6. Ha K|R|S, és {\displaystyle a\in K}, akkor {\displaystyle T\!r_{K|S}(a)=T\!r_{R|S}(T\!r_{K|R}(a))} (Láncszabály).